# Таляль Джибрин
Таляль Джибрин (араб. طلال الجبرين‎; род. 25 сентября 1973, Саудовская Аравия) — саудовский футболист, игравший на позиции полузащитника за клуб «Эр-Рияд», а также национальную сборную Саудовской Аравии, в составе которой был участником чемпионата мира 1994 года.

## Клубная карьера
Джибрин играл за «Эр-Рияд» по крайней мере с сезона 1991/1992 и выиграл кубок со своей командой в сезоне 1993/1994. После сезона 2001/2002 завершил карьеру.

## Карьера в сборной
Его дебют за сборную Саудовской Аравии состоялся в товарищеском матче против США (0:0) 25 мая 1994 года. Несколько дней спустя он также участвовал во втором подготовительном матче к чемпионату мира 1994 года против Тринидада и Тобаго (3:2). Джибрин был вызван тренером сборной Хорхе Солари на чемпионат мира и выходил на поле во всех трёх играх группового этапа, но не в матче 1/8 финала.